# Jean de Muralt (1877-1947)
Jean de Muralt (18 juillet 1877, Zurich - 10 novembre 1947, Zurich) est un militaire suisse.

## Biographie
Après avoir suivi son droit à Berlin, Munich et Zurich, et l'obtention de son doctorat en 1902, il devient procureur de district en 1903. 
Entré dans la carrière militaire en 1908, il est officier instructeur d'artillerie jusqu'en 1932 et officier d'état-major à partir de 1913. Promu colonel en 1926, puis divisionnaire en 1932, il commande la 5e division 5 de 1932 à 1937.
Commissaire fédéral à l'internement et à l'hospitalisation de 1940 à 1941, il prend une part active aux missions sanitaires sur le front allemand de l'Est et contribue à la promotion du Service complémentaire féminin.
Président de la Croix-Rouge suisse de 1938 à 1946, il président la Fédération internationale des Sociétés de la Croix-Rouge et du Croissant-Rouge de 1944 à 1945. Il organise en octobre 1945 la première, depuis la fin de la guerre, Conférence consultative des Sociétés nationales de la Croix-Rouge, en présence des délégués venus de quarante-deux pays.

## Sources
- Peter Müller-Grieshaber, « Muralt, Johannes von » dans le Dictionnaire historique de la Suisse en ligne, version du 18 juin 2008.
- Notices d'autorité :   - VIAF
  - ISNI
  - LCCN
  - GND
  - Pays-Bas
  - WorldCat
- Ressource relative à la vie publique :   - Documents diplomatiques suisses 1848-1975
- Notices dans des dictionnaires ou encyclopédies généralistes :   - Base de données des élites suisses
  - Deutsche Biographie
  - Dictionnaire historique de la Suisse